# Système porte hypothalamo-hypophysaire

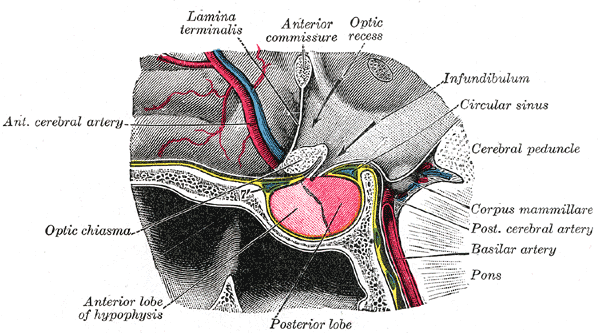
Système porte hypophysaire.

Le système porte hypothalamo-hypophysaire (ou système porte hypophysaire) est le système de vaisseaux sanguins qui relie, dans le cerveau, l'hypothalamus et l’anté-hypophyse, en passant par la tige pituitaire.

## Structure
Plusieurs veines portes hypophysaires (venae portales hypophysiales) partent du réseau capillaire de l'hypothalamus, situé au niveau de l'éminence médiane, et relié à l'artère hypophysaire supérieure. Elles constituent le rete mirabile (du latin rete, « réseau », et mirabile, « merveilleux »), placé sur toute la longueur de l'infundibulum. Elles alimentent le réseau capillaire de l'adénohypophyse. C'est un des rares systèmes porte dans l'organisme, c'est-à-dire qui mette en jeu deux réseaux capillaires connectés en série par des veinules. L'antéhypophyse n'est irriguée que par le système porte.

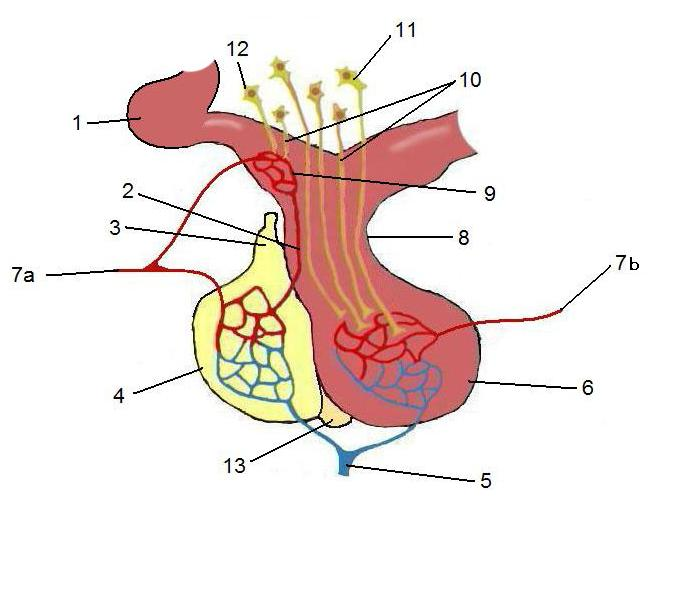
Le système porte hypothalamus-hypophyse :
En jaune, l'antéhypophyse.
En brun, l'posthypophyse ;
9: système porte.

## Rôle
Le système porte hypothalamo-hypophysaire permet la communication endocrine entre l'hypothalamus et l'anté-hypophyse. Il fait partie de l'axe hypothalamique-hypophysaire-adrénalien. L'anté-hypophyse reçoit du sang des hormones stimulatrices ou inhibitrices. Leur utilisation par l'anté-hypophyse permet à cette dernière de jouer son rôle régulateur des autres glandes endocrines.

### Transport hormonal
Les cellules régulées par différents noyaux de l'hypothalamus, c'est-à-dire des neurones parvocellulaires, libèrent des neurotransmetteurs qui servent d'hormones dans le lien entre l'hypophyse et le cerveau. Ces hormones peuvent être stimulatrices (libérines, aussi appelées releasing hormones), comme la corticolibérine (CRH), l'hormone thyréotrope (TRH), la GnRH ou la somatolibérine (GHRH), ou inhibitrices (statines, aussi nommées inhibiting hormones), comme la dopamine ou la somatostatine (SRIF).
Ces ligands (en l'occurrence, ici, les hormones libérées par l'hypothalamus) sont transportés par le flux axoplasmique en direction des terminaisons des axones. Par l'intermédiaire des capillaires fenêtrés du plexus veineux, ils s'écoulent dans le sang, pauvre en dioxygène, est sont transportés dans les vaisseaux sanguins du système porte directement à l'anté-hypophyse. En ne passant pas dans la circulation sanguine générale, ils ne sont pas dilués, et leur concentration reste forte dans les vaisseaux du système porte.
Dans l'anté-hypophyse, les hormones hypothalamiques, selon le cas, soit stimulent la libération d'hormones spécifiques (libérines), soit inhibent la production de ces hormones (statines). Les hormones hypothalamiques sont ensuite inactivées et leurs résidus libérés à nouveau dans le flux sanguin.
Les hormones hypophysaires contrôlent pratiquement toutes les fonctions du système endocrinien (mais le pancréas et les glandes surrénales interviennent également). Parmi celles-ci, la somatotropine GH (stimulée par la somatolibérine et inhibée par la somatostatine) a des effets anabolisants et contrôle la synthèse des protéines. La thyrotropine TSH (libérée par la TRH et inhibée par la somatostatine) régule la croissance de la glande thyroïde et la production de sa principale hormone, la thyroxine. Les gonadotrophines, l'hormone folliculo-stimulante FSH et l'hormone lutéinisante LH, stimulées par la GnRH, régulent l'activité des gonades et la production des hormones sexuelles, mais aussi la maturation des gamètes, le cycle menstruel et les processus physiologiques. Enfin, les hormones corticotropiques ACTH, stimulées par la CRH, ciblent le cortex surrénal.

## Ontogénèse
Le développement du système porte hypothalamo-hypophysaire est précoce chez les mammifères : il se forme au bout de 13 jours chez le rat, trois semaines chez le lapin, 45 jours chez le mouton et moins de 80 jours chez l'homme.

## Inhibition
Le système porte hypothalamo-hypophysaire peut être inhibé par la dexaméthasone, analogue structurel du cortisol.